# Instituto Universitario de Tecnología José Antonio Anzoátegui
La Universidad Politécnica Territorial José Antonio Anzoátegui, más conocida por sus siglas UPTJAA, es una universidad pública con carácter de politécnica ubicada en la ciudad de El Tigre, estado Estado Anzoátegui, en el suroriente de Venezuela. Fue fundada 9 de junio de 1978 en el marco de un programa para el desarrollo regional cuya misión fue la de formar a nivel de pregrado Técnicos Superiores fundamentalmente en competencias para el mundo del trabajo, posteriormente extendida a ingenierías y licenciaturas.

## Historia
Antes llamada: Instituto Universitario de Tecnología José Antonio Anzoátegui (IUTJAA) fue creada bajo decreto del Presidente Carlos Andrés Pérez de fecha  6 de mayo de 1977, y número 2483,  mediante gestiones de la comisión organizadora para la creación del Instituto Universitario Politécnico de El Tigre, encabezada por el profesor Juan Medina Lugo,  cristalizándose así con este decreto las aspiraciones de los habitantes de la zona suroriente del estado Anzoátegui venezolano de tener una casa de estudios universitarios de un alcance educativo de incalculables proporciones, no sólo para los habitantes de esta ciudad como sede, sino que le abría los brazos a toda la zona sur del estado Anzoátegui, la zona norte del estado Bolívar y en buena medida a los estudiantes de los estados vecinos como Monagas y Guárico. Así El 9 de junio de 1978, a las 9 a. m., Carlos Andrés Pérez Rodríguez, en su condición de Presidente de la República de Venezuela, dicta la clase magistral para dejar inaugurado el Instituto Universitario de Tecnología de El Tigre (IUTET) nombre con el cual fue establecido inicialmente. Para 1989  se crea la extensión del IUTET en Pariaguán, fue fundada por iniciativa de un grupo de personas las cuales representaban el Rotary Club en la localidad para ese entonces quieres gestionaron antes las autoridades universitarias la instalación de la ya señalada extensión.

## Filosofía

### Misión
Contribuir a la formación de un ser humano integral, centrado en principios y valores fundamentados en la ética socialista, comprometidos con el desarrollo endógeno sustentable, con sensibilidad ambiental, ecológica e identidad local, regional, nacional, latinoamericana y caribeña en función de la soberanía en todas sus dimensiones, construyendo y aplicando conocimiento científico-tecnológico que impulse la conformación de un mundo pluripolar, multicultural y multiétnico dentro de un contexto innovador vinculado con la comunidad y genere espacios de reflexión e intercambio de saberes, enmarcado en el proceso educativo permanente, para la transformación socio productiva del país.

### Visión
Ser un referente nacional e internacional, en la formación de seres humanos integrales, promotora de pensamiento y conocimientos innovadores, comprometida con el desarrollo endógeno sustentable del país, fundamentada en valores y principios de la sociedad socialista del siglo XXI, en procura de la suprema felicidad social.

### Principios Institucionales
Ética Bolivariana: práctica humanista de los sujetos políticos que están comprometidos en la teoría y la acción con el ideal bolivariano.
Democracia Participativa y Protagónica: eje fundamental de las acciones que construyen el ejercicio pleno de la
ciudadanía, asumiendo que todos los ciudadanos y ciudadanas tienen el derecho de participar en la toma de decisiones sin discriminaciones, ni restricciones. Y en cuanto al compromiso de contribuir con la formación del nuevo ciudadano que garantice la construcción y el fortalecimiento de la sociedad socialista venezolana
Ciudadanía: Fomenta la construcción de un modo de vida individual y social, basado en la justicia, la democracia, la solidaridad.
Universalización: responde a la libertad de pensamiento transdisciplinario y planetario que permea las acciones de la institución.
Biodiversidad: respeto por todas las formas de vida que existen en el planeta, desde una ética de la defensa de la naturaleza.
Gratuidad: derecho ineludible de todas y todos inspirados en la garantía constitucional orientada al fortalecimiento y expansión de la Educación Universitaria.
Heteronomía: nueva interrelación Comunidad-Universidad-Estado más integral que establece una sinergia transformadora y constructora de un nuevo modelo de desarrollo económico, social y cultural de la sociedad. Conlleva a una nueva correlación de esfuerzos mancomunados que deben evidenciarse en una rendición de gestión valorada y legitimada por todos los Actores del Proceso Educativo.
Integración de saberes: reconocimiento e inclusión de los saberes populares en la construcción colectiva del conocimiento generando respuestas pertinentes al desarrollo social y económico.
Formación Integral: compromiso social, ético y político fundamentado en el diálogo de saberes entre los Actores del Proceso Educativo, a fin de crear y fortalecer la cultura de la cooperación y el aprendizaje compartido.

Educación Universitaria como bien público: derecho humano y deber social, fundamentado en el principio constitucional de gratuidad y obligatoriedad, en contraposición a la tendencia de la mercantilización de la Educación Universitaria.
Inclusión con calidad: garantía del acceso de todos y todas, lo cual, acompañado con calidad implica formación integral.
Soberanía: fomento de la condición de independencia, para el ejercicio en uso de todos sus derechos constitucionales y en la obligación irrenunciable de defender la Patria y su integridad.
Unidad: hermandad entre los pueblos de América Latina y del Caribe, para impulsar las potencialidades de su desarrollo.

### Objetivos Institucionales
Garantizar el acceso, permanencia y prosecución en la educación universitaria a nivel de pre y posgrado con calidad y equidad asumiendo de manera continua y permanente la lucha contra la exclusión y de los factores estructurales que lo condicionan y hacen posible.
Promover una ética socialista, cultura y educación liberadoras y solidarias.
Revitalizar de manera continua y permanente el pensamiento crítico e innovador a través de la generación de una cultura de debates y accionar colectivo.
Promover el ejercicio de la ciudadanía fundamentado en la práctica de la justicia y de la equidad.
Garantizar con la municipalización de la educación universitaria el acceso y la consolidación de los nexos con las comunidades para el desarrollo de alternativas cognitivas y afectivas que posibiliten un quehacer colectivo transformador desde los ámbitos territoriales determinados por su historia local.
Conformar un sistema organizacional dinámico, abierto, flexible que responda oportunamente a los requerimientos transformadores de la sociedad socialista en que se desenvuelve.
Implementar una estructura curricular integral e integrada nivel de pre y posgrado respondiendo a los diversos instrumentos de planificación del estado, que se revise a sí misma permanente y que se construya colectivamente.
Contribuir al desarrollo endógeno integral del país y de la región, como base para el modelo productivo socialista.
Fomentar la ciencia y la tecnología con criterios humanistas al servicio del desarrollo nacional; a través de una formación integral, con la pluralidad de saberes: éticos, ecológicos, políticos, históricos sociológicos, entre otros.
Orientar la investigación hacia el desarrollo de proyectos, en función de las demandas del entorno en correspondencia con las áreas estratégicas de prioridad nacional.
Fomentar los procesos que integran educación y trabajo y vinculan la “educación superior” con los proyectos de vida de las personas.
Estimular la actitud emprendedora e innovadora de los ciudadanos y las ciudadanas.
Desarrollar una praxis integradora e integrada con las diferentes misiones, instituciones educativas y todas aquellas experiencias colectivas que contribuyen al desarrollo del país
Mantener en actualización permanente a todos los Actores del Proceso Educativo en función de los cambios socioculturales, técnicos y científicos y políticos que demanda la nación.
Organizar redes de apoyo académico y social, que sean congruentes con el proceso de transformación en curso, enlazadas con las nuevas tecnologías de la información y comunicación.
Coadyuvar al fortalecimiento de la democracia participativa y protagónica de los ciudadanos y las ciudadanas en los asuntos públicos desde su cotidianidad y en los distintos ambientes de aprendizaje (aula, universidad y comunidad), en atención a sus necesidades.
Contribuir a la construcción de un mundo multipolar solidario, como parte del desarrollo integral e indispensable para la transformación de las estructuras económico-sociales rompiendo la lógica del capital.
Promover herramientas para recuperación de la memoria colectiva que incluya la valoración del patrimonio y la identidad cultural de América Latina y el Caribe.
Garantizar el desarrollo de una cultura de la salud integral permanente a través de actividades universitarias que conlleven a la prevención, a la atención primaria, promoción de intercambios deportivos entre otros.
Promover con la formación integral un ciudadano con cultura petrolera considerando que Venezuela es una potencia energética mundial y que sus ciudadanos y ciudadanas deben conocer al respecto.
Contribuir a la construcción de una estructura social incluyente mediante un ejercicio de integración social constante y efectivo.
Promover una ética de defensa y desarrollo de las condiciones ambientales del planeta aptas para la biodiversidad y el equilibrio ecológico mundial.

## Campus

### Sede principal
Se ubica en la Carretera Nacional El Tigre Ciudad Bolívar, Ciudad Universitaria. El campus universitario principal se constituye de dos sectores principales (A y B), una biblioteca, un auditorio principal, un área deportiva, dos estacionamientos y un comedor. Además de contar con áreas verdes y un  transporte gratuito universitario con rutas establecidas a buena parte de la localidad.

### Extensión
Con el propósito de avanzar en el crecimiento de la institución profesional anzoatiguense y de apoyar sus actividades de docencia, investigación y extensión, la institución cuenta con otras unidades académicas dentro del estado Anzoátegui , las cuales son:
- Halliburton (El Tigre)
- Pariaguán
- Barcelona
- Anaco

## Organización

### Autoridades
El Consejo Directivo es la máxima autoridad de la Institución y está integrado por: El Director, quien lo preside, los Subdirectores, los Jefes de División, un Representante de los Profesores, un Representante de los Estudiantes y un Representante de los Egresados. El Consejo Directivo sesiona con la mitad más uno de sus miembros. Las decisiones del Consejo Directivo se toman por mayoría absoluta de votos.
El Consejo Académico es un cuerpo colegiado de asesoramiento al Consejo Directivo, y está integrado por: El Director, quien lo preside, los Subdirectores, los Jefes de División, los Jefes de Departamentos Académicos, el Representante Profesoral, un Representante Estudiantil y un Representante de los Egresados.
Consejo de Departamentos  son organismos asesores al Consejo Académico y están integrados por el Jefe de Departamento Académico, quien lo preside, los Jefes de Áreas y Secciones y los Profesores adscritos a cada Departamento.

### Oferta académica
- Ciencias del Agro y del Mar

PNF en Agroalimentación (Sede El Tigre)
PNF en Agroalimentación  (Sede Pariaguan)
- Ciencias Sociales

PNF en Administración (Sede El Tigre y Pariaguan)
Turismo (Técnica) (Sede Barcelona)
PNF en Administración: Banca y Finanzas (Técnica) (Sede Barcelona)
Administración de Personal (Técnica) (Sede Anaco)
PNF en Contaduría Pública (Sede El Tigre y Anaco)
- Ingeniería, Arquitectura y Tecnología

PNF en Procesos Químicos (Sede El Tigre)
Química (Técnica)  (Sede El Tigre)
PNF en Ingeniería de Mantenimiento (Sede El Tigre)
PNF en Mecánica  (Sede El Tigre)
PNF en Electricidad (Sede Pariaguan y El Tigre)
PNF en Informática (Técnica) (Sede Barcelona)(Sede El Tigre)
Electricidad (Técnica) (Sede Anaco)
- Ciencias de la Educación y Ciencias del Deporte

Educación Preescolar (Técnica) (Sede Barcelona)

## Autoridades
El Consejo Directivo es la máxima autoridad de la Institución y está integrado por: El Director, quien lo preside, los Subdirectores, los Jefes de División, un Representante de los Profesores, un Representante de los Estudiantes y un Representante de los Egresados. El Consejo Directivo sesionará con la mitad más uno de sus miembros. Las decisiones del Consejo Directivo se tomarán por mayoría absoluta de votos. En caso de empate decidirá el voto el director.

### Atribuciones del Consejo Directivo
• Cumplir y hacer cumplir las políticas de desarrollo institucional, a través de los lineamientos fijados por el Ministerio de Educación Superior.
• Aprobar y promulgar el Reglamento Interno del Instituto.
• Velar por la buena marcha de la Institución y en caso de alteraciones tomar oportunamente las medidas pertinentes e informar al Ministerio de Educación Superior.
• Preparar y aprobar el Proyecto del Plan Anual de Actividades Docentes, de Investigación y de Extensión, así como el de Presupuesto de la Institución y someterlos, por órgano del Director, a la aprobación del Ministerio de Educación Superior.
• Proyectar las actividades de extensión hacia los distintos sectores sociales, económicos y culturales de la región.
• Aprobar el Plan Anual de la Fundación o Asociación Civil de la Institución, con su respectivo anteproyecto de presupuesto, de conformidad con los respectivos estatutos.
• Cumplir y hacer cumplir las Leyes y Reglamentos, así como todas aquellas disposiciones del Ministerio de Educación Superior.
• Designar las Comisiones de Trabajo que juzgue necesarias.
• Aprobar los Reglamentos, Normas y Procedimientos del Instituto, antes de ser sometidas al Ministerio de Educación Superior para su legalización.
• Designar los Jefes de División, los Jefes de Departamentos, Sección y Oficinas
• Establecer oportunamente el número de alumnos para la admisión anual y los procedimientos de selección.
• Designar uno de los tres miembros que formarán parte de la Comisión Central de Clasificación del Personal Docente y de Investigación del Instituto, así como uno de los miembros del Comité de Calificación de Servicio, conforme a lo establecido en el Reglamento del Personal Docente y de Investigación de los Institutos y Colegios Universitarios.
• Conocer las proposiciones de nombramientos, ascensos y retiros, así como también las solicitudes de pensiones, jubilaciones y licencias de Personal Docente y de Investigación, antes de ser sometidos a la consideración del Ministerio de Educación Superior.
• Estudiar los resultados de las evaluaciones del personal y adoptar las decisiones en el ámbito de su competencia.
• Convocar al Consejo Docente, de acuerdo a la normativa que a tales efectos se elabore.
• Propiciar el proceso de evaluación institucional en forma periódica, en las áreas curriculares, organizativas y administrativas.

### Consejo académico
```
    El Consejo Académico del Instituto Universitario de Tecnología “José Antonio Anzoátegui”, es un cuerpo colegiado de asesoramiento al Consejo Directivo, y estará integrado por: El Director, quien lo presidirá, los Subdirectores, los Jefes de División, los Jefes de Departamentos Académicos, el Representante Profesoral, un Representante Estudiantil y un Representante de los Egresados. En los casos que el director lo considere necesario podrá delegar en el Subdirector Académico la dirección del Consejo Académico Las faltas temporales del Director podrán ser suplidas por el Subdirector designado a tal efecto. El Director podrá invitar a las reuniones del Consejo Académico cuando lo considere conveniente, a los Jefes de otras dependencias que puedan aportar ideas para algún proyecto o actividad específica.
```

Atribuciones del Consejo Académico:
• Servir como órgano de consulta y asesoría al Consejo Directivo.
• Formular recomendaciones tendentes a fortalecer la incorporación del Instituto al Plan Regional y Nacional de Desarrollo.
• Estudiar y proponer las medidas que estime pertinentes para el mejoramiento de la organización y funcionamiento del Instituto.
• Evaluar y pronunciarse sobre el régimen de Pasantías de los estudiantes, así como cualquier otra medida relacionada con el desenvolvimiento académico de los mismos.
• Proponer recomendaciones en torno al desarrollo y perfeccionamiento del Personal Docente y de Investigación.
• Las otras atribuciones que le señalen éste y otros reglamentos de la Institución.

### Consejos de departamentos
```
    Son organismos asesores al Consejo Académico y están integrados por el Jefe de Departamento Académico, quien lo preside, los Jefes de Áreas y Secciones y los Profesores adscritos a cada Departamento.
```

Atribuciones del Consejo de Departamento:
• Asesorar y participar en la elaboración del Plan de Actividades Académico-Administrativa y en el Anteproyecto de Presupuesto del Departamento.
• Conocer el Informe Semestral que el Jefe de Departamento presenta a la instancia inmediata superior.
• Evaluar el funcionamiento del Departamento y proponer las reformas requeridas.
• Instrumentar las decisiones provenientes de las instancias superiores.
Las demás que le señalen la Ley y los Reglamentos del Instituto.